# Palacio municipal de Magdalena (Sonora)
El Palacio Municipal de Magdalena de Kino Sonora, es un edificio que, es recinto de la sede del Ayuntamiento de la ciudad, ubicado en el centro de la ciudad. Es considerado Monumento del Estado de Sonora, y uno de los edificios más antiguos del Norte de Sonora, construido entre 1919 a 1922.

## Historia

### Antecedentes
En 1914, el general Venustiano Carranza estuvo en Magdalena, donde fue muy bien recibido, del cual Martín Luis Guzmán cuenta en su libro "El águila y la Serpiente". También estuvo en otras ocasiones en las cuales patrocinó el baile popular local. 
En 1917 Magdalena de Kino fue sede del Congreso Constituyente del Estado del Estado de Sonora, en el edificio del Colegio coronel Juan Fenochio que fue elegido como recinto oficial, donde 17 Diputados estudiaron, discutieron y aprobaron el Código Político, que regiría al Estado de Sonora por dos meses y el día 15 de septiembre de 1917 proclamaron en esta ciudad por el Gobernador Cesáreo G. Soriano
Con base en estos hechos, ese mismo año se ordenó construir el Palacio Municipal por el general y presidente de la República, Venustiano Carranza en 1917, como sede oficial para el Congreso del Estado de Sonora, durante el verano, por el benévolo clima de la ciudad en esa estación del año, y se inició su construcción en diciembre de 1919 y se terminó en 1922, por Luis G. Peterson como maestro de obras, durante la gestión del presidente municipal Genaro Maldonado, con la gestión de Adolfo de la Huerta cuando era el gobernador de Sonora de 1919 a 1920 y de su sucesor, Joaquín S. Bustamante.

### Los Arquitectos
Los arquitectos participantes fueron para el proyecto el Ing. Luis Arturo Romo González y la construcción por José María Cañedo, (judío sefardita), ambos fueron invitados por el gobernador Adolfo de la Huerta. El edificio cuenta con el sello sefardí y una mezcla armónica de diferentes estilos arquitectónicos (colonial, clásico griego, corintio, jónico, orden compuesto jónico-corintio, árabe, judío y colonial mexicano con tendencia al barroco). Los diseñadores y constructores también construyeron la escuela Leona Vicario de Hermosillo y molino harinero de los Fernández, la aduana de Nogales y un templo de ésa ciudad.

## Arquitectura
Los cimientos, están hacia abajo y no se ven, son un reflejo de la construcción que sí se ve, pues tiene dos pisos de sótano hacia abajo.
El palacio está construido en tres secciones y en dos plantas superiores. Las tres secciones conforman una “U” rectangular y representan a la Santísima Trinidad Cristiana. Las dos plantas representan el cielo y la tierra.
Cuenta con un patio interior con su jardín, estilo mexicano. El centro del patio, es el centro de un campo de fuerza gravitacional esotérico construido a nivel matemático, porque las hornacinas que están en la parte superior y diferentes lados del palacio, miden la misma distancia desde su ubicación, hasta el centro del patio interior. Las hornacinas son del estilo “punta de turrón”, y albergaban gárgolas, que son elementos de protección, y así se pueden observar en las diferentes catedrales del mundo.
La herrería fue traída de Guanajuato. La teja original era de lámina, y no de barro, como la mayoría de la región, traídas de Italia. Cuenta al frente con 3 portales estilo mariana (llamadas así en honor al presidente potosino Mariano Arista).
La mampostería, no fue hecha abajo y luego subida, sino que fue tallada directamente en el lugar donde se encuentran. El encargado de construir las molduras, fue Bartolo Estrella. Dentro de ellas se pueden observar 4 estrellas de David. Sobre las Puertas Marianas se encuentra el símbolo de la sabiduría de la etnia de los Tohono Oódam (pápagos), que son los lobos alados, que enmarcan el escudo del Águila de la época Republicana. Sobre las ventanas están unas figuras invertidas que son la silueta de un minarete judío.
La escalinata tiene un tramo inicial y luego de una plataforma se dividen en dos. Unos hacia la derecha y otros hacia la izquierda, bajo un cielo o techo en forma de bóveda. En la cultura sefardí, simboliza que en la vida tienes un camino, y que, en un momento dado, tienes derecho de elegir hacia donde te quieres ir.
Los murales pintados sobre las paredes de la escalinata, fueron hechos por Miguel Grijalva, que representan la historia regional, basada en el libro de “Los favores Celestiales” escrito por Eusebio Francisco Kino, lo cual se complementa con algunos de los vitrales.

## Usos
El edificio, después de su inauguración, primeramente fue academia militar, luego una escuela para niños y posteriormente fue palacio federal y luego oficinas del Ayuntamiento Municipal. Se ubica en la avenida Obregón y Matamoros en el corazón geográfico e histórico de la ciudad. 
En 2019, se hicieron festividades conmemorativas a los 100 años de su construcción, con exposición fotográfica de las diferentes etapas de la construcción del edificio.